# Dypsis leptocheilos
Dypsis leptocheilos är en enhjärtbladig växtart som först beskrevs av Donald R. Hodel, och fick sitt nu gällande namn av Henk Jaap Beentje och John Dransfield. Dypsis leptocheilos ingår i släktet Dypsis och familjen Arecaceae. IUCN kategoriserar arten globalt som akut hotad. Inga underarter finns listade i Catalogue of Life.